# Italiaans-Tunesische akkoorden

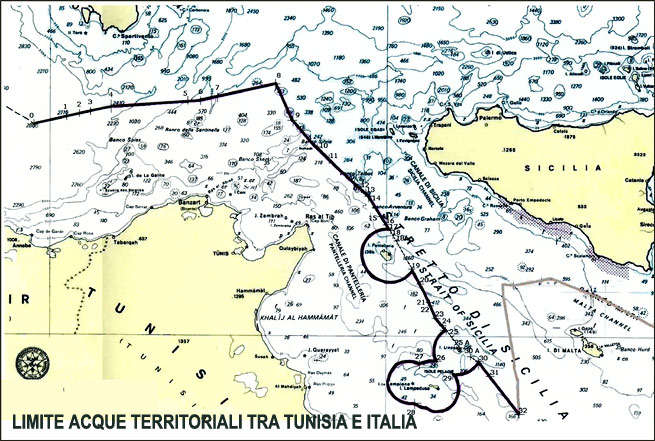
De maritieme grens tussen Italië en Tunesië.

De Italiaans-Tunesische akkoorden is een verdrag uit 1971 tussen Italië en Tunesië waarin de twee landen overeenkwamen een maritieme grens tussen hen af te bakenen op het continentaal plat. De tekst van het verdrag zet een complexe grens uiteen in de Straat van Sicilië die een gelijke afstand vormt tussen Sicilië en Tunesië, met uitzondering van Pantelleria en de Pelagische Eilanden (Lampedusa, Linosa en Lampione) die als Italiaanse exclaves aan de Tunesische kant worden behandeld met specifieke bogen van territoriale zee.
De grens eindigt net voor een equidistante lijn tussen Malta en de Italiaanse Pelagische Eilanden en het meest westelijke punt van de grenslijn vormt een maritiem drielandenpunt met Algerije. Op 23 januari 1975 hebben de landen bij overeenkomst aanvullende notulen aan het verdrag toegevoegd, waaronder een kaart van de grens en 32 individuele coördinaatpunten die het definiëren. Het trad in werking op 6 december 1978, nadat het door beide landen was geratificeerd.
Het verdrag werd op 20 augustus 1971 in Tunis ondertekend en de volledige naam is de overeenkomst tussen de regering van de Republiek Tunesië en de regering van de Italiaanse Republiek betreffende de afbakening van het continentaal plat tussen de twee landen.